# Churwalden
Churwalden (en romanche Curvalda) es una comuna suiza del cantón de los Grisones, situada en la región de Plessur. Limita al norte con las comunas de Coira y Maladers, al este con Tschiertschen-Praden, al sur con Vaz/Obervaz, y al occidente con Almens, Tomils y Domat/Ems.
La comuna actual es el resultado de la fusión el 1 de enero de 2010 de las antiguas comunas de Malix, Parpan y Churwalden en la nueva comuna de Churwalden.

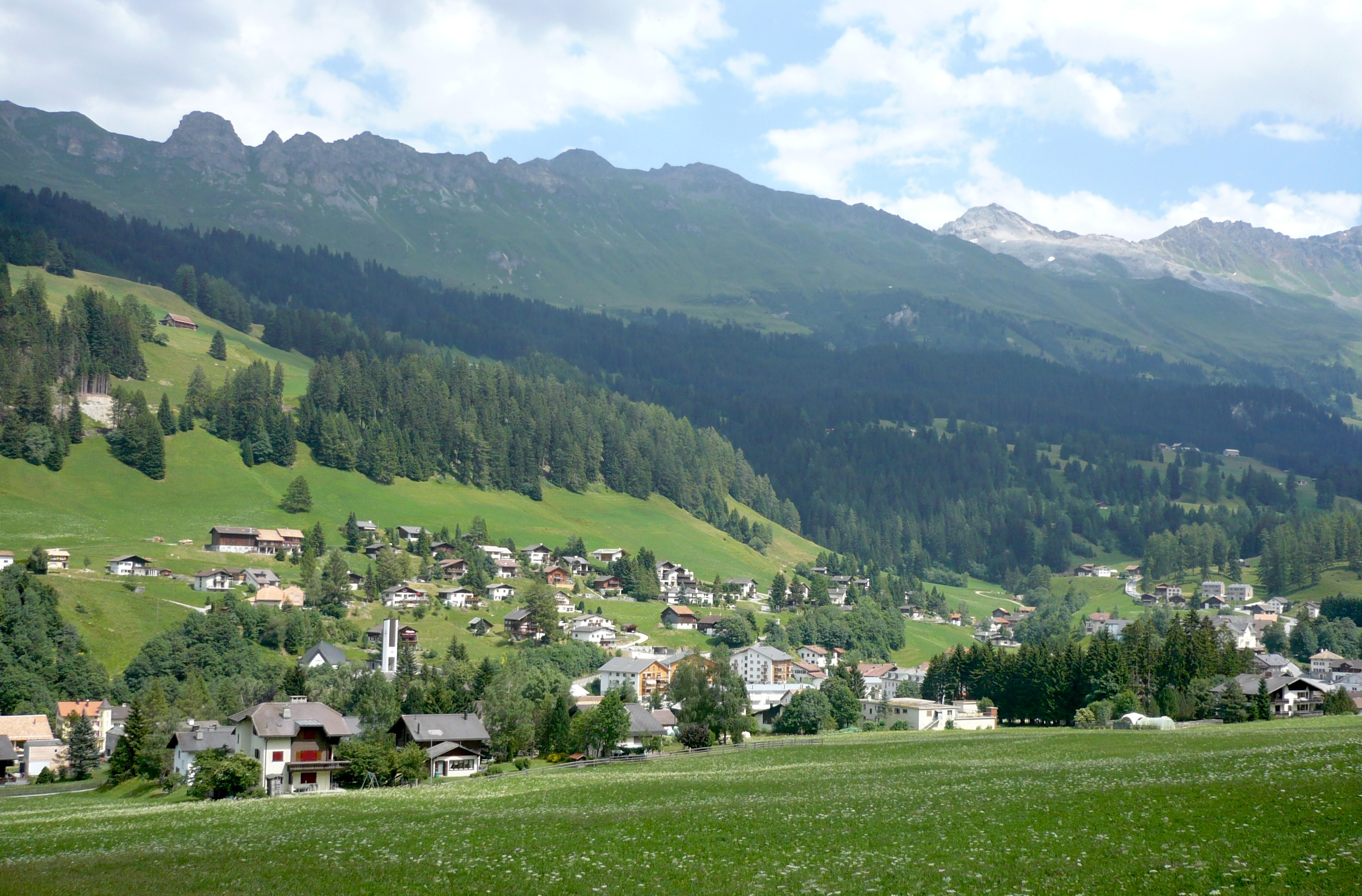
Vista del pueblo de Churwalden